# Savanne-pastoraal neolithicum
Het Savanne-pastoraal neolithicum (Engels: Savanna Pastoral Neolithic (SPN), ook bekend als Stone Bowl Culture) is een verzameling oude samenlevingen die in de Grote Slenk van Oost-Afrika en omliggende gebieden verschenen tijdens een periode die bekend staat als het pastoraal neolithicum. Het waren Koesjitisch sprekende veehouders, die hun doden onder stenen grafheuvels begroeven. Dateringen van grafheuvels en botten van vee bevestigden het culturele complex als het vroegste centrum van veeteelt en steenbouw in de regio. 

## Overzicht
Aangenomen wordt dat de dragers van het Savanne-pastoraal neolithicum tijdens de pastoraal-neolithische periode in de Grote Slenk zijn aangekomen. Volgens dateringen van artefacten en skeletmateriaal vestigden ze zich tussen 3.200 en 1.300 v.Chr. in het laagland in het noorden van Kenia, onder de 1100 m hoogte, een fase die wordt aangeduid als het laaglandsavanne-pastoraal neolithicum.
Rond 1.300 v.Chr. verspreidden ze zich naar de hooglanden tussen centraal Kenia en Noord-Tanzania, een periode die bekend staat als het hooglandsavanne-pastoraal neolithicum. De vestigingslocatie bij voorkeur was open bebost grasland op goed gedraineerde, glooiende hellingen tussen 1.500 m en 2.050 m.
Tijdens hun migraties brachten ze runderen, schapen en geiten vanuit het zuiden van Soedan of Ethiopië naar Noord-Kenia. Ze melkten dit vee en bezaten ook ezels, die waarschijnlijk voor transport gebruikt werden. Daarnaast jaagden ze op de vlakten op middelgroot en groot wild, en tijdens de laaglandfase visten ze ook in het Turkanameer.

## Materiële cultuur
Hun werktuigset werd gekenmerkt door stenen kommen, stampers, slijpstenen en aardewerken potten, en een lithische industrie op basis van klingen en microklingen. De karakteristieke stenen kommen van het SNP zijn zowel in hun nederzettingen als grafheuvels teruggevonden; deze verdwijnen echter  omstreeks 700 AD.
Ze produceerden verschillende aardewerkstijlen, waarvan er maximaal drie op één locatie te vinden zijn. Nderit-aardewerk (voorheen bekend als Gumban-A) werd geproduceerd door vroege SPN-herders in het Turkana-bekken. Het meest diagnostische SPN-aardewerk verder naar het zuiden is Narosura-aardewerk. Sommige wetenschappers groeperen Akira (TIP), Maringishu (rastermotief) en visgraatmotief ook bij de SPN.
De overledenen werden onder stenen grafheuvels in open ruimtes, abri's, rotsspleten of tegen muren begraven. Onder de grafgiften vindt men stenen kommen, stampers en okerpaletten. Soms werden grote klingen van obsidiaan en andere stenen gereedschappen meegegeven. Het verwijderen van snijtanden was niet gebruikelijk.

## Taal
Archeologie, historische taalkunde en archeogenetica wijzen erop dat de SPN-volkeren Koesjitische talen spraken. Hiermee waren ze de eerste sprekers van Afro-Aziatische talen die zich in de centrale Grote Slenk en de omliggende gebieden vestigden. 
De regio werd op het moment van hun aankomst bewoond door met de huidige Khoisan-volkeren verwante jager-verzamelaars van de Eburrian-cultuur. 
Deze vroege Koesjitische talen verdwenen grotendeels na de expansie van de  Bantoevolken. Restanten zijn mogelijk te vinden als leenwoorden in de dialecten van de Taitaheuvels in zuidoost-Kenia.

## Genetica
DNA-analyse van een SPN-bot opgegraven op de Luxmanda-site in Tanzania, toonde dat het individu een grote genetische verwantschap had met de bevolking van het pre-keramisch neolithicum van de Levant, vergelijkbaar met die van moderne Afro-Aziatisch sprekende populaties in de Hoorn van Afrika. Dit versterkt de aanname dat de SPN-cultuurdragers Koesjitisch-sprekers kunnen zijn geweest. 
Recente genetische analyse van oude overblijfselen toonde ook aan dat de bevolking van het Savanne-pastoraal neolithicum verwant  was met de veehouders van het Elmenteitan die in dezelfde periode in de Grote Slenk leefden.